# Îles Pelham
Les îles Pelham sont un archipel situé à l'ouest du détroit de Long Island aux États-Unis.

## Histoire
Les îles Pelham appartenaient au XVIIe siècle à Thomas Pell (en). Avec la majeure partie de la région environnante, elles ont été achetées en 1654 aux Indiens Siwanoy par Pell qui y crée Pelham Manor. Cette grande étendue de terre devient par la suite la ville de Pelham, le village de Pelham Manor, la ville d'Eastchester, les villes de New Rochelle et de Mount Vernon dans le comté de Westchester, ainsi que les quartiers de Pelham Bay et d'Eastchester dans le Bronx (New York).
Plusieurs des îles Pelham sont devenues une partie de New Rochelle après l'achat par Jacob Leisler de 2 400 hectares à la famille Pell en 1688. Les îles restantes sont devenues une partie du comté de Bronx en 1895 avec l'établissement des limites actuelles des comtés de Westchester et du Bronx.

## Composition

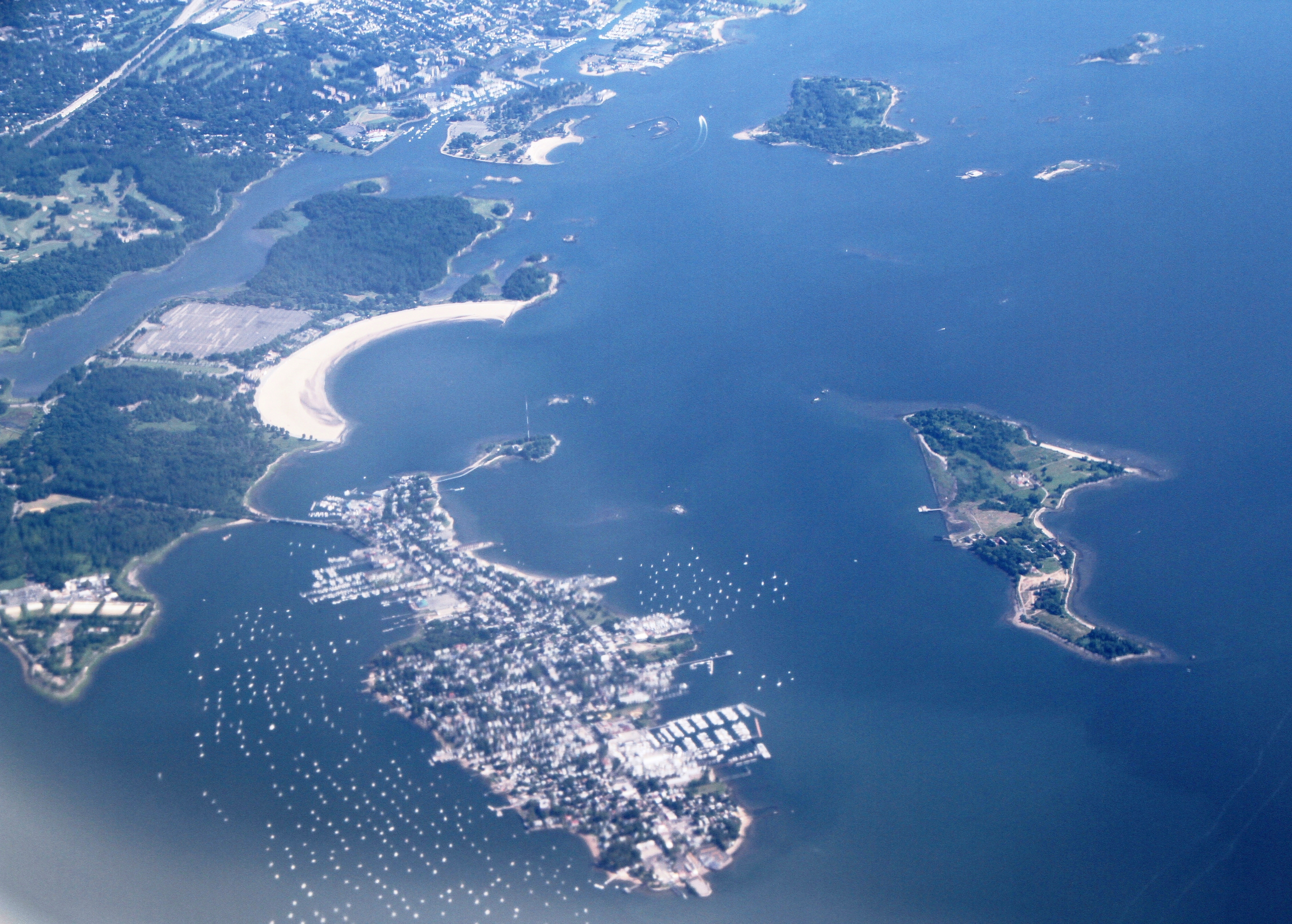
Vue aérienne de l'archipel

L'archipel est composé des îles suivantes :
- The Blauzes
- Chimney Sweeps Islands
- City Island
- Davids Island (New York) (en)
- Goose Island (Long Island Sound) (en)
- Hart Island
- High Island (Bronx)
- Île Hunter
- Rat Island
- Travers Island
- Twin Island (Bronx)